# Rozsocha
Rozsocha är ett berg i Tjeckien.   Det ligger i regionen Liberec, i den norra delen av landet, 80 km nordost om huvudstaden Prag. Toppen på Rozsocha är 767 meter över havet. Rozsocha ingår i Ještědské Pohoří.
Terrängen runt Rozsocha är huvudsakligen lite kuperad.Runt Rozsocha är det tätbefolkat, med 659 invånare per kvadratkilometer. Närmaste större samhälle är Liberec, 6,2 km öster om Rozsocha. Omgivningarna runt Rozsocha är en mosaik av jordbruksmark och naturlig växtlighet.